# 杉栄町
杉栄町（すぎさかえちょう）は、愛知県名古屋市北区にある地名。現行行政地名は杉栄町1丁目から杉栄町5丁目。住居表示未実施。

## 地理
名古屋市北区の南部に位置する。東は東大杉町・東長田町・東水切町、西は城東町・生駒町・水切町・長田町・大杉町、南は杉村・大曽根、北は紅雲町に接する。南から1丁目から5丁目まであるが、1丁目は名古屋市道金作大曽根線に残るのみで、大部分は杉村・大曽根に編入されている。

## 歴史

### 沿革
- 1929年（昭和4年）9月5日 - 杉村町字田中・東山寺・道・溝又木・東井駒・南出・寺西の各一部により成立[1]。
- 1944年（昭和19年）2月11日 - 北区成立に伴い同区に編入。
- 1980年（昭和55年） - 一部が杉村一丁目に編入される[2]。
- 1981年（昭和56年） - 一部が大曽根一～三丁目に編入される[2]。

## 世帯数と人口
2019年（平成31年）1月1日現在の世帯数と人口は以下の通りである。
| 町丁   | 世帯数  | 人口  |
| ------ | ------- | ----- |
| 杉栄町 | 382世帯 | 549人 |

### 人口の変遷
国勢調査による人口の推移
| 2000年（平成12年） | 441人 | [ WEB 6 ] |  |
| 2005年（平成17年） | 424人 | [ WEB 7 ] |  |
| 2010年（平成22年） | 566人 | [ WEB 8 ] |  |
| 2015年（平成27年） | 543人 | [ WEB 9 ] |  |

## 学区
市立小・中学校に通う場合、学校等は以下の通りとなる。また、公立高等学校に通う場合の学区は以下の通りとなる。
| 番・番地等 | 小学校               | 中学校               | 高等学校 |
| ---------- | -------------------- | -------------------- | -------- |
| 全域       | 名古屋市立杉村小学校 | 名古屋市立若葉中学校 | 尾張学区 |

## 交通

### バス
- 名古屋市営バス（名古屋市交通局）
  - 杉栄町五丁目停留所[WEB 12]
    - アのりば - ■栄12号系統（安井町西行）
    - イのりば - ■栄12号系統（栄行）

  - 杉栄町停留所[WEB 13]
    - ウのりば - ■栄12号系統（栄行）

### 道路
- 名古屋市道下飯田芳野町線が町域の中央部を南北に通過している[WEB 14]。

## 施設
- 真宗大谷派顕宗寺
- 名古屋杉村郵便局
- ナフコトミダ本社・杉栄店

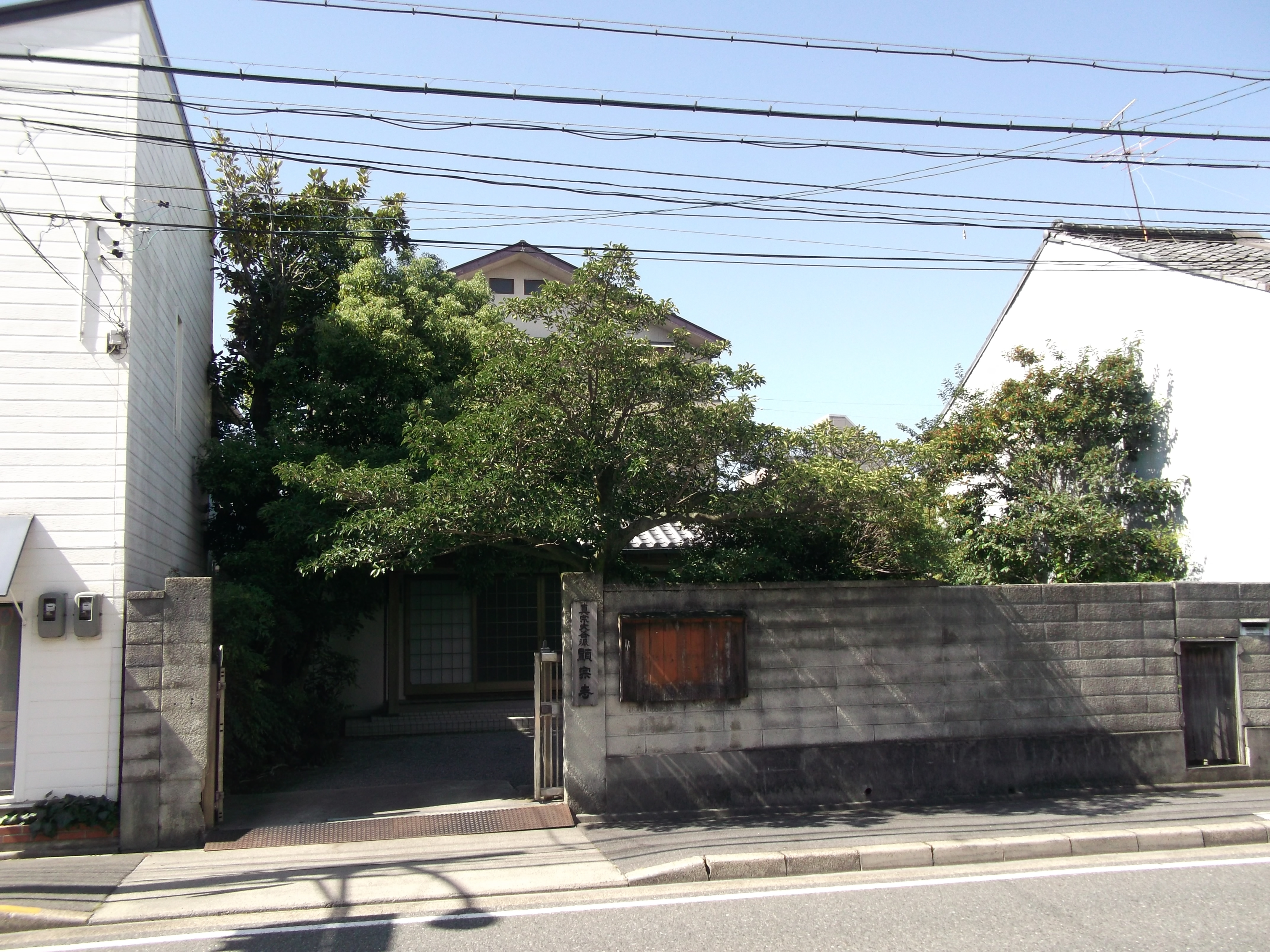
顕宗寺
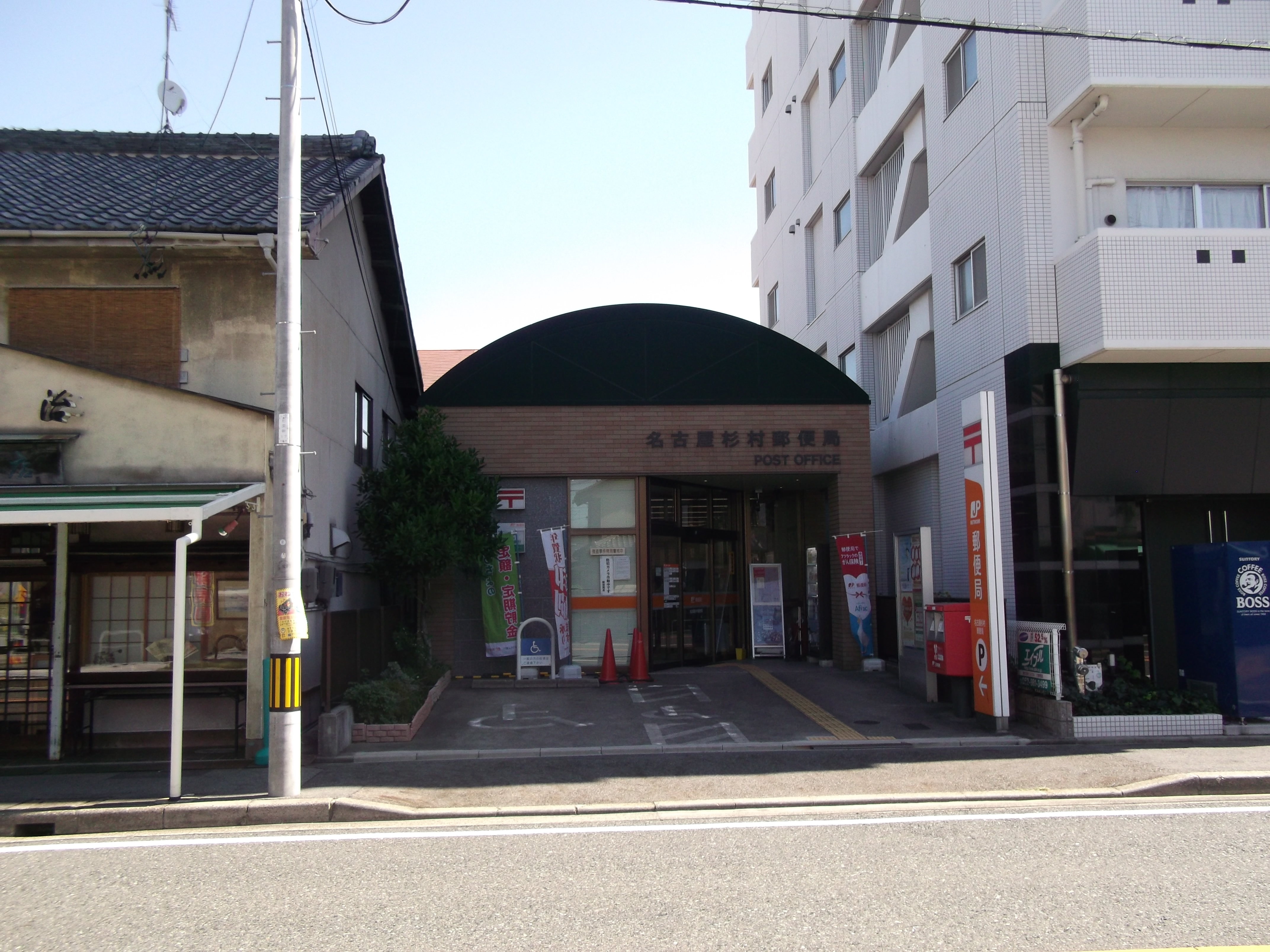
名古屋杉村郵便局
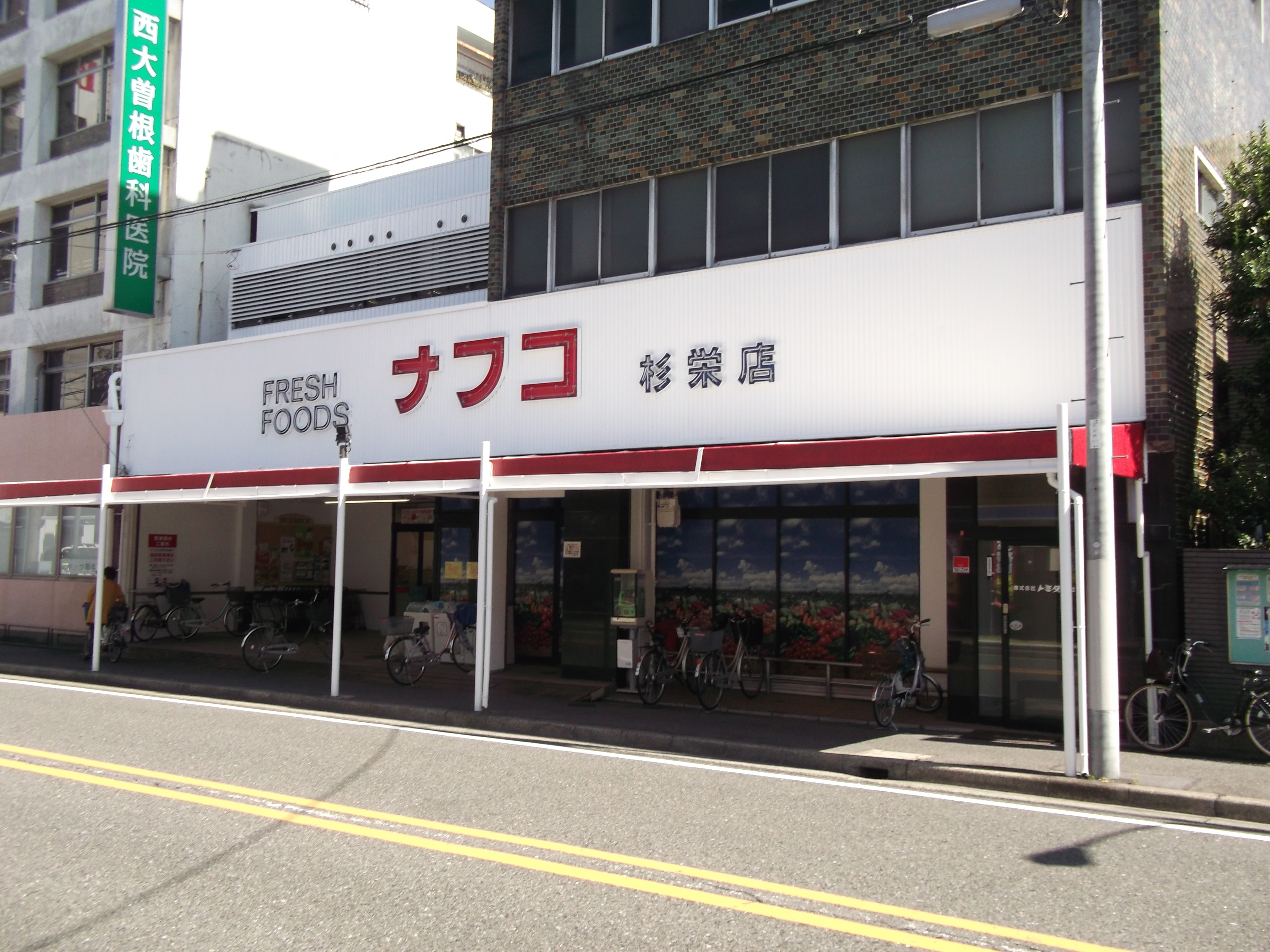
ナフコトミダ本社・杉栄店

## その他

### 日本郵便
- 郵便番号 : 462-0829[WEB 3]（集配局：名古屋北郵便局[WEB 15]）。

### WEB
1. ↑  “愛知県名古屋市北区の町丁・字一覧”.   人口統計ラボ. 2017年10月7日閲覧。
2. 1 2  “町・丁目(大字)別、年齢(10歳階級)別公簿人口(全市・区別)”.   名古屋市 (2019年1月23日). 2019年1月23日閲覧。
3. 1 2  “郵便番号”.  日本郵便. 2019年1月6日閲覧。
4. ↑  “市外局番の一覧”.   総務省. 2019年1月6日閲覧。
5. ↑  名古屋市役所市民経済局地域振興部住民課町名表示係 (2015年10月21日). “北区の町名一覧”.   名古屋市. 2017年10月7日閲覧。
6. ↑  名古屋市役所総務局企画部統計課統計係 (2005年7月1日). “（刊行物）名古屋の町(大字)・丁目別人口 (平成12年国勢調査) 北区” (xls). 2017年10月8日閲覧。
7. ↑  名古屋市役所総務局企画部統計課統計係 (2007年6月29日). “平成17年国勢調査　名古屋の町(大字)別・年齢別人口 北区” (xls). 2017年10月8日閲覧。
8. ↑  名古屋市役所総務局企画部統計課統計係 (2012年6月29日). “平成22年国勢調査　名古屋の町(大字)別・年齢別人口 北区” (xls). 2017年10月8日閲覧。
9. ↑  名古屋市役所総務局企画部統計課統計係 (2017年7月7日). “平成27年国勢調査　名古屋の町(大字)別・年齢別人口” (xls). 2017年10月8日閲覧。
10. ↑  “市立小・中学校の通学区域一覧”.   名古屋市 (2018年11月10日). 2019年1月14日閲覧。
11. ↑  “平成29年度以降の愛知県公立高等学校（全日制課程）入学者選抜における通学区域並びに群及びグループ分け案について”.   愛知県教育委員会 (2015年2月16日). 2019年1月14日閲覧。
12. ↑  名古屋市交通局. “なごや地図ナビ 杉栄町五丁目”. 2013年12月11日閲覧。
13. ↑  名古屋市交通局. “なごや地図ナビ 杉栄町”. 2013年12月11日閲覧。
14. ↑  名古屋市. “名古屋市道路認定図”. 2013年12月11日閲覧。
15. ↑  郵便番号簿 平成29年度版 - 日本郵便. 2019年01月06日閲覧 (PDF)

### 文献
1. ↑  名古屋市北区役所市民室 1979, p. 60.
2. 1 2  「角川日本地名大辞典」編纂委員会 1989, p. 725.